# Georgicus
Georgicus là một chi bọ cánh cứng trong họ 
Elateridae.
Chi này được miêu tả khoa học năm 1848 bởi Gistel.

## Các loài
Chi này có các loài:
- Georgicus sanguinipennis Gistel, 1848